# Epolding
Epolding ist ein Gemeindeteil von Straßlach-Dingharting im oberbayerischen Landkreis München.

## Geographie
Die nur aus einem Anwesen bestehende Einöde liegt circa drei Kilometer südwestlich von Straßlach in der Nähe des Mühltalkanals.

## Geschichte
Der Ort wurde erstmals im Jahr 762 als „ehapaldinga“ genannt. Es liegt der bajuwarische Personenname Ehapald zugrunde (Siedlung des Ehapald).